# Spigelia palmeri
Spigelia palmeri är en tvåhjärtbladig växtart som beskrevs av Joseph Nelson Rose. Spigelia palmeri ingår i släktet Spigelia och familjen Loganiaceae. Inga underarter finns listade i Catalogue of Life.